# Ariguaní (kommun)
Ariguaní är en kommun i Colombia.   Den ligger i departementet Magdalena, i den norra delen av landet, 600 km norr om huvudstaden Bogotá. Antalet invånare är 31 047. Arean är 1 132 kvadratkilometer.
Terrängen i Ariguaní är platt.